# 菅谷昭
菅谷 昭（すげのや あきら、1943年（昭和18年）11月22日 - ）は、日本の医師・医学博士、元政治家（松本市長 4期）、松本大学学長なども務めた。

## 経歴
長野県更埴市（現：千曲市）生まれ。稲荷山町立稲荷山中学校（現：千曲市立更埴西中学校）長野県上田高等学校を経て、信州大学医学部卒業・医学博士取得。聖路加国際病院での研修を経て信州大学医学部第二外科学教室に入局。1976年トロント大学に留学して甲状腺疾患の基礎研究を学ぶ。1991年から松本市のNGOによるチェルノブイリ原子力発電所事故の医療支援活動に参加する。1993年信州大学医学部助教授に就任。その後教授選考から漏れたことをきっかけに退局。
鎌田實らの勧めにより1996年からベラルーシ共和国の首都ミンスクの国立甲状腺がんセンターにて小児甲状腺癌の外科治療を中心に医療支援活動に従事した。1998年10月ゴメリに活動場所を移した。1999年チェルノブイリ原発事故により高度に汚染されたゴメリ州の州立がんセンターで医療支援活動にあたる。ゴメリでは術後検診を無料で行っている。なお公にはベラルーシにて医療活動に従事したわけではなく単に支援活動である。なお、ベラルーシから勲章を授与されている。
2001年日本に帰国し長野県知事田中康夫の指名により長野県衛生部医監に就任。同年吉川英治文化賞受賞。
2002年田中康夫知事指名により長野県衛生部長に就任。

### 松本市長
2004年3月14日に行われた松本市長選挙に日本共産党の支援を受けて立候補。まつもと市民芸術館建設反対運動の機運に乗り、4期目を目指す市民芸術館建設推進の現職の有賀正を9,715票差で破り初当選を果たした。
2008年、前収入役の市川博美を49,465票差で退け再選。
2011年、食品ロスを減らすために「宴会が始まってからの30分間は席について食事を食べる」ことを提案し、松本市役所で実践する。これを「30・10運動」として市民向けにも提案を行うと、やがて日本全国に拡がっていった。
2012年、無投票により3選。過去の松本市長選挙における無投票当選の例は1976年3月の和合正治の初当選以来36年ぶりの出来事であった。なお当選後、退職金の市への返還（後に特別条例で可決制定）と任期後の引退を表明した。
2016年3月13日に投開票された松本市長選では、就任当初に任期後の引退を公約として表明していた菅谷の去就が注目されたが、直前まで進退を明らかにしなかった為市長退任を前提とした候補が乱立し松本史上最多（当時）の候補が立候補表明するなど混乱をきたしたが、結局ぎりぎりになって後援会から要請があったなどとして公約を覆し4選の立候補表明をした。現職の菅谷は無所属ではあるが日本共産党・社民党およびそれらを母体とした市民団体、民主党および連合長野松本広域協議会、市内の建設土木業界団体などの支援を受け、自民党・公明党の自主投票で、医療・福祉や子育て支援などの充実を柱とする「健康寿命延伸都市・松本」施策の継続前進などを訴え、無所属新人で元NHK解説委員の臥雲義尚（18,128票差）と団体役員の鈴木満雄（48,521票差）を破り4選を果たした。なお4選後に任期後の引退もしくは5選の出馬について新聞記者らに尋ねられた菅谷は、今回混乱をきたした反省から4年後のことについては言明しないと発言した。
2019年11月8日、市議会臨時会において、5選不出馬を表明した。
後任の市長には、臥雲が当選した。

### 松本大学学長
市長退任から半年余りを経て、2020年10月1日に菅谷は松本大学学長に就任した。
菅谷は2024年3月に任期を終え、後任として清水一彦が学長となった。

## 人物
- 2006年の長野県知事選挙に際しては、田中康夫知事の再選阻止に動く鷲澤正一長野市長らから再三にわたり知事選への出馬を要請されたが、菅谷はこれを固辞した。結局、鷲澤ら反田中知事勢力は元内閣府特命大臣（防災担当）及び国家公安委員会委員長の村井仁を擁立し、田中は村井に敗れた。
- チェルノブイリ原子力発電所事故の放射能汚染により甲状腺癌患者が急増していたベラルーシで医療支援活動を行った経験を有し、菅谷の活動はNHKのプロジェクトXでも紹介された。
- ベラルーシの隣国ポーランドで小児甲状腺癌患者が少ない点について、ポーランドの素早い対応を理由に挙げている[12]。
- 2021年5月31日、事業用定期借地で10年しか使用権がない借地に60億円以上で建設中の新松本市立博物館の契約と建設工事着工を巡り、前市長菅谷昭と前副市長坪田明男は市民団体に背任の疑いで刑事告発され、長野県警本部は同日これを受理した[13]。

## 著書
- 真っ当な生き方のススメ
- チェルノブイリいのちの記録
- ぼくとチェルノブイリのこどもたちの5年間
- チェルノブイリ診療記
- 子どもたちを放射能から守るために
- 新版 チェルノブイリ診療記 福島原発事故への黙示